# Afrique du Sud aux Jeux mondiaux de 2017
Cet article contient des informations sur la participation et les résultats de l' Afrique du Sud aux Jeux mondiaux de 2017 à Wrocław en Pologne.

## Médailles

### Or
| Sport             | Discipline | Sportifs |
| Médaille d'or : 0 |            |          |

### Argent
| Sport                 | Discipline | Sportifs |
| Médaille d'argent : 0 |            |          |

### Bronze
| Sport                  | Discipline     | Sportifs |
| Médaille de bronze : 1 |                | |
| Tir à la corde         | Tournoi femmes | Afrique du Sud- Jancke De Wet - René Groenewald - Ané Ras - René Ras - Claudia Rix - Leonell Steyn - Nadine Stoop - Catharine Terblanche - Samantha Wilmot |